# مقاطعة بلدختر
مقاطعة بلدختر‌ (بالفارسية: شهرستان پلدختر) هي إحدى مقاطعات محافظة لرستان في إيران. كان عدد سكان المقاطعة سنة 2006 حوالي 74,537 نسمة.